# Local shared object
Lokální sdílené objekty (místní sdílené objekty, LSO, z anglického „Local shared objects“), jsou běžně nazývány jako flash cookies (díky podobnosti s HTTP cookie). Jsou to kousky dat, které webové stránky, využívající Adobe Flash, mohou ukládat na uživatelský počítač. LSO jsou používány všemi verzemi Adobe Flash Playeru od verze 6. Přestože webové stránky mohou využívat lokální sdílené objekty z důvodů, jakými jsou například ukládání uživatelských nastavení, existuje znepokojení týkající se snížení soukromí a porušení bezpečnosti prohlížečů.
Když někdo používá aplikaci Adobe v režimu offline, může Adobe ukládat informace týkající se používání dané webové stránky na jeho zařízení a poté je přenést na servery Adobe při příštím připojení k online službám.

## Uchovávání
Lokální sdílené objekty obsahují data, ukládaná konkrétními weby. Ve standardním nastavení nevyžaduje Flash Player povolení uživatele shromažďovat na jeho harddisku LSO. Klasická SWF aplikace, běžící ve Flash Playeru od verze 9 až 11, může ukládat až 100 kB dat na uživatelův pevný disk. Pokud se aplikace pokusí uložit více dat, než je přiděleno v původním nastavení, uživateli se zobrazí dialogové okno a požádá ho o další místo na disku.
Adobe Flash Player nedovoluje ukládat LSO třetích stran mezi různými doménami. Například tedy není možné číst data LSO uložená stránkou „www.priklad1.cz“ ze stránky „www.priklad2.cz“. Přesto je ale možné, aby webová stránka první strany poslala data třetí straně skrze nastavení, uložené ve speciálním souboru XML. Ten lze pak propašovat v requestu třetí straně. Ukládání dat je u cizích LSO standardně povoleno, stejně jako jejich přístupnosti z různých prohlížečů na jednom stroji. Například:
- Návštěvník přichází na web prostřednictvím prohlížeče Firefox a prohlédne si třeba stránku zobrazující určitý produkt. Pak zavře prohlížeč a informace o jeho činnosti je zaznamenána do souboru LSO.
- Ten samý uživatel (tedy na stejném stroji) používajíc nyní Internet Explorer, navštíví stejné stránky produktu, jako s prohlížečem Firefox. Stránka nyní přečte LSO uložené na jeho disku a načte je do nového prohlížeče. Následně pak může na základě těchto informací dynamicky upravovat obsah webu či zacílit podvědomí uživatele.

Tato skutečnost se zásadně liší od „standardních“ cookies – ty mají samostatné oddělené úložiště pro každý webový prohlížeč.

### Možnosti uživatele
Uživatel může zakázat ukládání LSO v Globálním nastavení Adobe Flash po kliknutí na prvek Adobe Flash Player. Tento akt má za následek permanentní uložení poslední flash cookie na harddisk, která informuje všechny následující weby o tom, že si uživatel nepřeje ukládat LSO. V tomto menu se nachází i možnost promazání všech aktuálně stažených LSO. Dále je možné omezit ukládání jen z určitých webů. Také lze omezit kapacitu pro ukládání (ze standardních 100 kB) zvolením položky „Nastavení“.
Existují dále doplňky do prohlížečů či samostatné programy, které umožňují uživatelům Microsoft Windows promazat LSO (např. CCleaner).
Od verze Flashe 10.3 „Správce online nastavení“ (umožňující uživatelům konfigurovat soukromí a bezpečnostní povolení pomocí webu Adobe) je nahrazeno „Správcem lokálního nastavení“ v rámci Ovládacích panelů Windows, MAC OS Nastavení systému, Linux KDE Systémového nastavení nebo Linux GNOME Systém > Nastavení. Uživatelé jiných operačních systémů stále používají Adobe Správce online nastavení. Minimálně od dubna 2012 (v 11.2.202.233) se při stahování nové verze Flashe resetuje nastavení pro bezpečnost i soukromí do standardního, což povoluje opětovné lokální ukládání a umožňuje žádat o přístup k médiím, což může být proti uživatelským preferencím.

### Kritika
Mnoho her v prohlížeči, založených na Flashi, používá LSO soubory k uchování uživatelových soukromých herních dat jako nastavení či dosažený postup ve hře. Obnova takovýchto dat vyžaduje větší porozumění softwaru, pro většinu běžných uživatelů to může být náročný úkol.
Upgrade na novější verzi webového prohlížeče může způsobit ztrátu dat, stejně jako použití programů pro „čištění nepoužívaných souborů“ v počítači.

### Kontrola prohlížečem
Kontrola prohlížečem je spojena se schopností prohlížeče mazat lokální sdílené objekty a zabránit neustálému vytváření trvalých LSO, pokud je povolen takzvaný privátní mód prohlížení (ten dnes podporují všechny významnější prohlížeče). Například Internet Explorer 8, uvolněný 19. března roku 2009, implementuje API, které dovoluje spolupracovat s doplňky prohlížeče a mazat trvale uložená data, pokud uživatel v menu zvolí příkaz Smazat historii prohlížení. Ačkoliv od jeho oznámení uplynuly již 2 roky, až 7. března 2011 představilo Adobe Flash Player v10.3, který byl tu dobu stále ve vývoji. Ten podporoval spolupráci s Internet Explorerem 8 a pozdějšími na promazávání LSO z lokálního úložiště rovnou z menu prohlížeče. 
5. ledna 2011 také dokončily společnosti Adobe Systems, Google Inc. a Mozilla Foundation nové API pro webové prohlížeče (nazvané jako NPAPI ClearSiteData). Toto bude umožňovat prohlížečům implementovat mazání LSO. 4 měsíce poté oznámilo Adobe, že Flash Player 10.3 umožňuje Mozilla Firefoxu 4 a „budoucím vydáním Aple Safari a Google Chrome“ mazat lokální sdílené objekty. Takže od verze 4 zachází Firefox s LSO stejným způsobem, jako s HTTP cookies – detekční pravidla, která byla dříve aplikována pouze na HTTP cookies jsou nyní aplikována i na LSO. Toto způsobuje ztrátu dat a zpětně nekompatibilní chování flashových aplikací pro ty uživatele Firefoxu a Flashe, kteří využívají HTTP cookies a LSO k rozdílným účelům. Toto mělo převážně dopad na komunitu hráčů flashových her, která do značné míry na LSO spoléhala k ukládání dosaženého skóre. V současné době se to řeší buď tak, že se nastaví prohlížeč do stavu, aby nikdy nemazal historii a cookies, či se použijí patche třetích stran, které toto chování potlačí.
Ve prospěch privátních režimů prohlížečů všech předních výrobců (Internet Explorer, Mozilla Firefox, Google Chrome a Safari (webový prohlížeč)) hovoří fakt, že tyto módy Adobe Flash Player od verze 10.1 (uvolněného 10. června 2010) podporuje. Lokální sdílené objekty vytvořené v tomto režimu prohlížeče se po ukončení sezení automaticky mažou. Ty LSO, které byly vytvořeny ve standardním režimu, jsou v režimu privátním nedostupné.

### Umístění souborů
Výchozí umístění pro Lokální sdílené objekty je závislé na konkrétním operačním systému. 
Na systémech Microsoft Windows řady NT 5.x a 6.x jsou umístěny v:
- %APPDATA%\Macromedia\Flash Player\#SharedObjects\
- %APPDATA%\Macromedia\Flash Player\macromedia.com\support\flashplayer\sys\

V Mac OS X jsou ukládány v umístění:
- ~/Library/Preferences/Macromedia/Flash Player/#SharedObjects/
- ~/Library/Preferences/Macromedia/Flash Player/macromedia.com/support/flashplayer/sys/

V Linuxu nebo Unixu se nachází zde:
- ~/.macromedia/Flash_Player/#SharedObjects/
- ~/.macromedia/Flash_Player/macromedia.com/support/flashplayer/sys/

V Linuxových a Unixových systémech, kde je používán Gnash plugin, místo oficiálního Adobe Flash jsou soubory umístěny zde:
- ~/.gnash/SharedObjects/

Pokud používáme Google Chrome, umístění se může změnit na:
- ~/Library/Application Support/Google/Chrome/Default/Pepper Data/Shockwave Flash/WritableRoot/#SharedObjects (OS X)

## Narušení soukromí
Tak jako HTTP cookies, mohou být i flash cookies použity webovými stránkami ke sbírání informací o uživatelově pohybu na webu. A to někdy i v případech, kdy je uživatel přesvědčen o zákazu šíření těchto informací. Online banky, vlády, obchodníci, reklamní oddělení firem – ti všichni mohou využívat LSO ke sledování.
10. srpna 2009 informoval magazín Wired o faktu, že více než polovina nejnavštěvovanějších stránek světa používají Lokální sdílené objekty, aby sledovaly své návštěvníky a ukládaly o nich informace, ale pouze 4 z nich se o tom zmínily ve svých předpisech týkajících se soukromí. V článku se dále píše: „Flash cookies jsou uživatelům webu relativně neznámé, dokonce i když si uživatel myslí, že si pročistil na svém počítači všechny sledovací objekty, nejpravděpodobněji tak neučinil.“ Dále se článek zmiňuje o tom, jak některé LSO slouží jako obnova pro HTTP cookies.
Podle The New York Times se od července 2010 podalo nejméně 5 hromadných žalob ve Spojených státech proti mediálním společnostem kvůli používání LSO. 
V některých zemích je nelegální sledovat uživatele bez jeho vědomí a souhlasu. Například ve Spojeném království musí dát zákazníci souhlas s ukladáním ať už HTTP či flash cookies. 
Lokální sdílené objekty byly prvním předmětem diskuze ve Federální obchodní komisi v lednu 2010. Předseda Jon Leibowitz mluvil o Adobe a LSO jako o „problému Flashe.“